# Kobbvatnet
Kobbvatnet, lulesamiska Gåhpjávrre, är en 4,90 km2 stor sjö som ligger 8 m.ö.h. i Sørfold kommun i Norge. Det största naturliga tillflödet är Gjerdalselva, men det mesta vattnet tillförs genom tunnlar via Kobbelv kraftverk som har en anläggning på sjöns östra sida. Kobbvatnet avvattnas av Kobbelva som mynnar i Leirfjorden. Avrinningsområdet uppströms Kobbvatnet är 387 km2 stort.
Europaväg 6 (E6) passerar på sjöns östra sida och norr om sjön finns en avtagsväg som passerar Kobbvatn Camping och fortsätter österut genom Gjerdalen cirka 20 km fram till dammen vid Reinoksvatnet (Hierggejávrre).